# Ioan Grigoraș
Ioan Grigoraș (n. 7 ianuarie 1963, Băcâia, România) este un fost luptător român, laureat cu bronz la Barcelona 1992.